# Berna

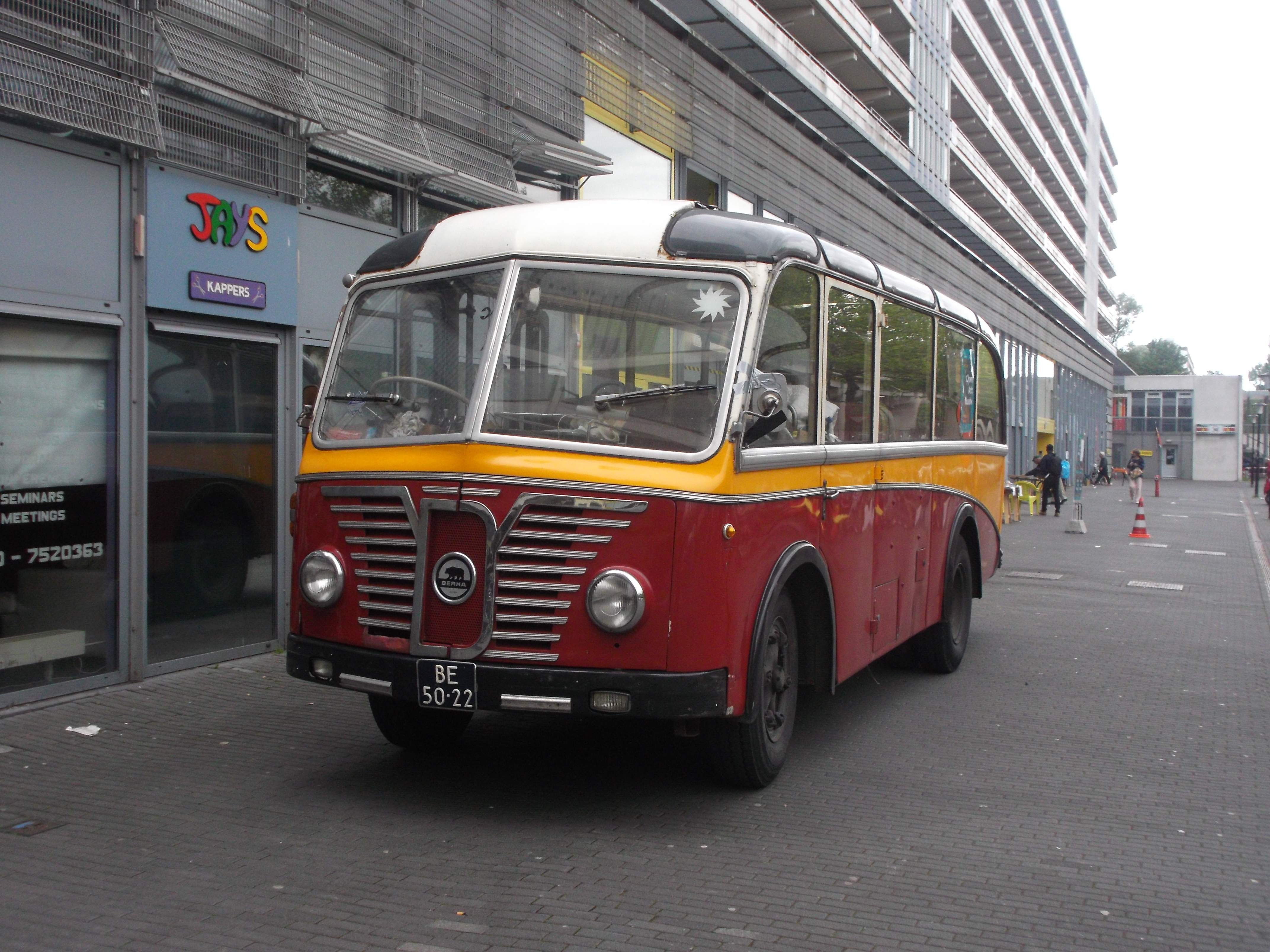
Oude Berna-bus in de Bijlmer, Amsterdam-Zuidoost

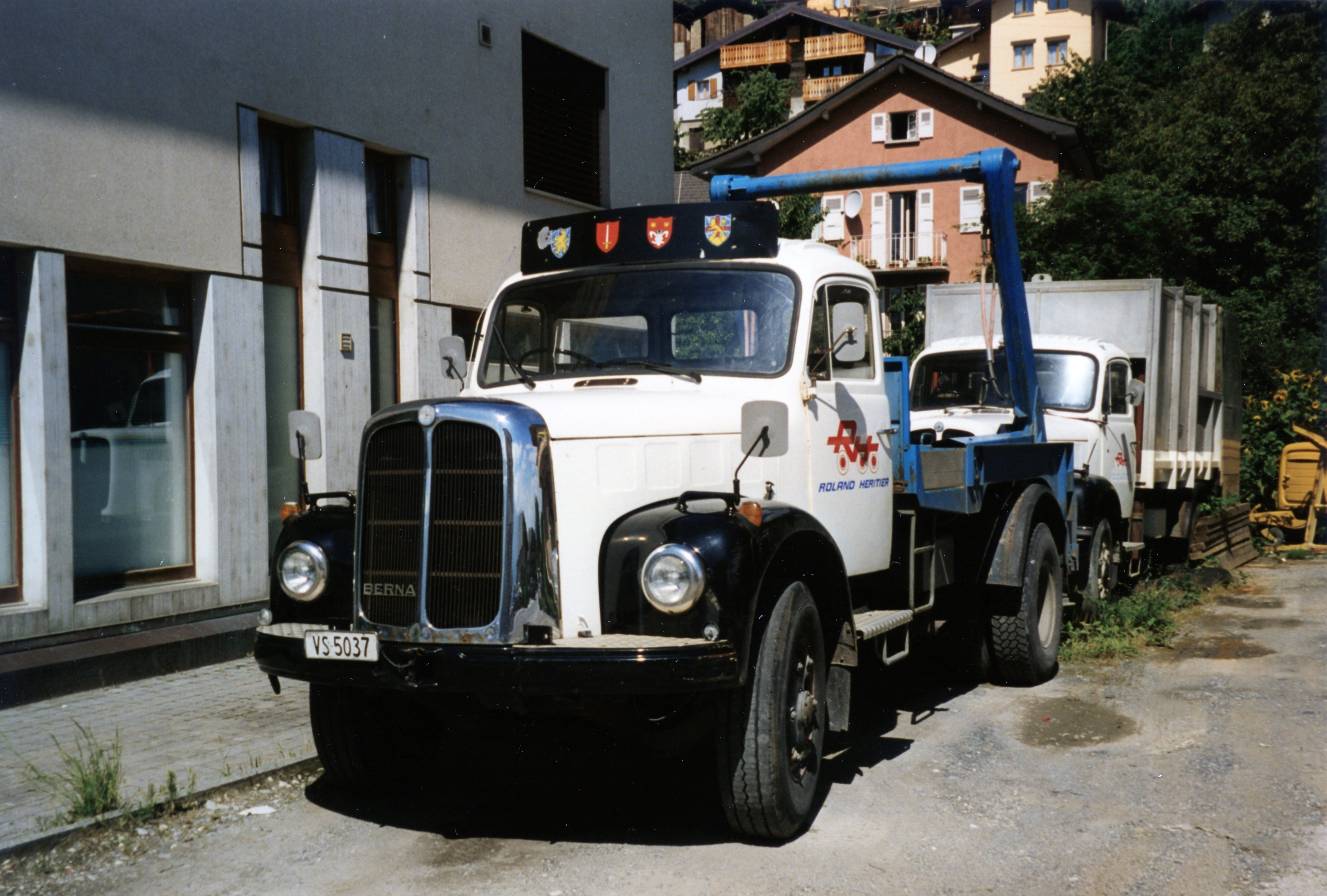
Berna vrachtwagen, gefotografeerd in Zwitserland in 1999

Berna was een Zwitsers automerk dat auto's produceerde vóór de Eerste Wereldoorlog voor een korte periode in Bern en Olten. Het produceerde vrachtwagens tot ver na de Tweede Wereldoorlog. Verder werden bussen geproduceerd en ook trolleybussen.

## Geschiedenis
Berna werd opgericht in 1902 door Joseph Wyss maar werd eerst benoemd als Schweizerische Automobil Fabrik Berna en in 1906 werd het hernoemd naar Moterwerke Berna AG. Wyss was de allereerste die auto's fabriceerde voor deze fabriek. De eerste auto, gemaakt in 1902, was de Berna Vis-à-Vis Idéal. Een ander model werd voorzien van zijn kracht met een één-cilinder, die werd geplaatst aan de achterzijde. Een nieuwe auto, genoemd Unicum, werd geproduceerd met een motor in de voorzijde, maar de achterbanden werden aangedreven door kettingen.
Berna produceerde ook vrachtwagens, dit in samenwerking met Saurer. Deze activiteit bracht niet genoeg op, waardoor Wyss in 1907 genoodzaakt was om zijn fabriek te verkopen. De opvolger, Locher, ging uiteindelijk bankroet. De vrachtwagenproductie werd overgenomen door Saurer, die de merknaam Berna bleef gebruiken.
- Historisch woordenboek van Zwitserland: 042038